# La formula (film 1997)
La formula (The Spanish Prisoner) è un film del 1997 diretto da David Mamet.

## Trama
Joe Ross ha realizzato una formula per far guadagnare diversi milioni di dollari alla propria azienda.

## Riconoscimenti
- 1998 - Courmayeur Noir in festival
  - Premio della giuria